# Frank D. Jackson
Frank Darr Jackson (* 26. Januar 1854 in Arcade, Wyoming County, New York; † 16. November 1938 in Redlands, Kalifornien) war ein US-amerikanischer Politiker (Republikanische Partei) und von 1894 bis 1896 der 15. Gouverneur des Bundesstaates Iowa.

## Frühe Jahre und politischer Aufstieg
Jackson besuchte nach der Grundschule das Iowa Agricultural College, aus dem die heutige Iowa State University hervorgegangen ist. Anschließend studierte er an der Law School der University of Iowa Jura. Nach seiner Zulassung als Rechtsanwalt im Jahr 1875 begann er in Greene als Anwalt zu praktizieren. 
Sein erstes öffentliches Amt übte Jackson in der Verwaltung des Senats von Iowa aus. Zwischen 1885 und 1891 war er Secretary of State in Iowa.  Schließlich wurde er im Jahr 1893 als Kandidat seiner Partei gegen den Amtsinhaber Horace Boies zum neuen Gouverneur seines Staates gewählt.

## Gouverneur von Iowa
Jackson trat sein neues Amt am 11. Januar 1894 an. In seiner zweijährigen Amtszeit gelang es ihm, von der Legislative zusätzliche Gelder zur Finanzierung seiner Verwaltung genehmigt zu bekommen. Ein sehr umstrittenes Thema in jener Zeit war das Prohibitionsgesetz von Iowa. Der Gouverneur erließ im Jahr 1895 das sogenannte Mulct Law, das es den lokalen Verwaltungen überließ, die Prohibitionsfrage auf ihrer Ebene zu entscheiden.  Jackson strebte 1895 keine zweite Amtszeit an und schied daher am 16. Januar 1896 aus seinem Amt aus.
Nach dem Ende seiner Gouverneurszeit zog sich Jackson aus der Politik zurück. Er wurde Präsident der Royal-Life-Lebensversicherung. Danach verbrachte er seinen Ruhestand in Kalifornien. Dort ist er im Jahr 1938 auch verstorben. Gouverneur Jackson war mit Anna F. Brock verheiratet, mit der er vier Kinder hatte.